# لا تورت
لا تورت (به فرانسوی: La Tourette) یک کامین در فرانسه است که در Canton of Saint-Bonnet-le-Château واقع شده‌است.

## خصوصیات
لا تورت ۵٫۶۵ کیلومترمربع مساحت و ۴۲۴ نفر جمعیت دارد و ۸۰۰ متر بالاتر از سطح دریا واقع شده‌است.